# オッターハウンド
オッターハウンド（英：Otterhound）は、イングランド原産のセントハウンド犬種のひとつである。犬種名は「カワウソの猟犬」を意味し、川沿いを嗅ぎまわったり、冷たい川の中に入って、獲物のにおいを群れ（パック）で追跡し、カワウソを見つけた。かつてはオッター・ドッグとも言った。

## 歴史

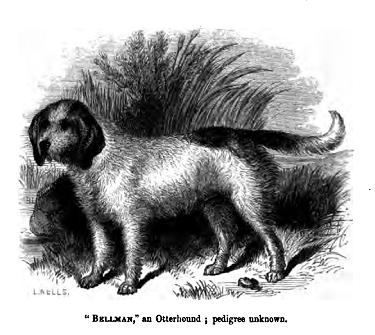
1859年に出版された本の挿絵より

オッターハウンドはその名のとおり、カワウソ（オッター）を狩ることに特化した犬種である。最初期の記録として、13世紀のジョン失地王がオッターハウンドの群れを連れて狩りをしたとされる。歴代のイングランド王の中でも、エドワード2世、ヘンリー6世、エドワード4世、リチャード3世、ヘンリー7世、ヘンリー8世、エリザベス1世、チャールズ2世は、「オッターハウンドマスター」の称号を有していた。
古い犬種であり、作出の過程は定かでない。初期には、冷たい川にも喜んで飛び込み、集団でカワウソを見つけ出すさまざまな容姿・性格の犬が「オッター・ドッグ」や「オッターハウンド」と呼ばれていたとみられ、グリフォン・ニヴェルネ、サザン・ハウンド、ブラッドハウンド、フォックスハウンド、エアデール・テリア等の血を引いているとされる。犬種が確立されるうちに、寒さと水に強い被毛を持ち、水かきが発達して泳ぎが上手く、非常に鋭い嗅覚を持つハウンドとなった。この時期には、狩猟犬として使われていたため、ショードッグとなることを嫌い、ケネルクラブ等には登録されなかった。
イングランドで川の汚染や乱獲などによりカワウソの頭数が激減した結果、1970年代にはカワウソ猟は廃れ、カワウソは1979年に保護動物に指定された。このため、狩猟目的での繁殖は廃れ、ハンターの多くは犬を処分したため、オッターハウンドの数も激減し、絶滅が危惧された。一方で、ショードッグや家庭犬として新たに注目されることにもなり、犬種標準がケネルクラブに登録されることとなった。1974年には国際畜犬連盟に正式登録されている。

## 特徴
ややがっしりとした体格のセントハウンドである。体高は雄61〜69cm、雌58〜67cmで、体重は雄34〜52kg、雌29〜45kgの大型犬。脚は太めで長く、指には水かきが付いている。マズルは中ぐらいの長さで、耳は縦に曲がった独特の形の垂れ耳で、尾は垂れ尾。コートは厚いロングコートで、防寒性と発水性に優れている。トリミングをせずに3年以上かけて自然に伸ばす。毛色はブラック・アンド・タン、ウィートン（小麦色）など。眉毛と口髭があり、ふさふさしている。
性格は明るく、愛情深く、活動的である。泳力に非常に長け、数時間は連続で泳ぎ続けることが出来る。また、嗅覚が優れていて、散歩中でも臭いを追跡していきたがる。運動量は多めで、時には泳がせてあげる必要もある。かかりやすい病気は大型犬にありがちな股関節形成不全、コートが目に入って起こりやすい眼疾患、過剰な湿気で地肌が蒸れて起こりやすい皮膚病などがある。

## 飼育状況
イギリスで2016年に登録された新生子は40匹で、全世界での飼育頭数も800匹（イギリスで400匹）にすぎず、英国原産種でありながら絶滅も危惧される状況となっている。